# スター・ウォーズ アタック・オン・ザ・デス・スター
『スター・ウォーズ アタック・オン・ザ・デス・スター』（STAR WARS Attack on the DEATH STAR ）は、M.N.M Software（現・マインドウェア）が企画・開発し、1991年12月17日にビクター音楽産業（現・ビクターエンタテインメント）より発売されたゲームソフト。ジャンルはシューティングゲーム。

## 概要
X68000用の一人称シューティングゲーム。映画『スター・ウォーズ エピソード4/新たなる希望』のクライマックス、対デス・スター戦（ヤヴィンの戦い）をシミュレートしている。
ワイヤーフレームによる滑らかな3D表示、AIやサンプリング・ボイスを駆使した演出が特徴。過去のプレイを様々な視点で再現できるトレースプレイ機能を備える。
後にPC-9801版も発売されたが、ハードウェア仕様の違いから一部演出などが省略されている反面、CPUクロックの高い本体（概ね80486以上）でプレイするとワイヤーフレームの動きが滑らかになる。また、X68000版はディスク2枚組だったが、PC-9801版はサンプリングデータなどが無いためディスク1枚のみである。
※本項はX68000版に基づく。

## ゲーム内容
プレイヤーは主人公ルーク・スカイウォーカーとなり、戦闘機Xウイングに搭乗して中隊とともにデス・スターへ突入、排熱孔にプロトン魚雷を投下し帰還しなければならない。本作はこの任務を3つのステージに分け、ワンカットでプレイヤーに体験させる。
ステージ1
デス・スターを防衛するTIEファイターを撃墜する。一定数撃墜すると自動的に進路を変え、デス・スターに突入する。
ステージ2
障害物を避けながらデス・スター表面を飛行し、司令塔および砲台を破壊する。一定数破壊した後、ナビゲーションに従いトレンチ（塹壕）に侵入する。
ステージ3
排熱孔を目指しトレンチを疾走する。砲台の集中砲火をくぐり抜けると、後方よりダース・ベイダー率いるTIEファイター編隊が接近。ファルコン号の援護により追跡を免れた直後、排熱孔に魚雷を撃ち込み、急上昇して脱出する。
友軍機達のドッグファイト、吹き飛ぶ機体、間断ない無線連絡、悲鳴を上げるR2-D2、駆けつけるファルコン号など、戦場の慌ただしさが演出されている。
全ステージクリアすると各ステージならびにトータルプレイ時間が表示される。短いほど優秀とされ、難易度別に上位5件の記録が可能。
敵機に後ろを取られると視点がコックピットから自機の後ろに下がり（必要な計器は画面に残る）、振り切るか被弾すると元の視点に戻る。

## 遊び方

### 起動
- ディスクAをドライブ0に、ディスクBをドライブ1に入れ、電源投入/リセットにて本体を起動する[注 1]。
- 起動に成功するとBGM（酒場のバンド）とともに社名ロゴ[注 2]・スタッフクレジットが始まり、やがてオープニングデモに遷移する。この間に必要なデータがロードされる。
- ロードが完了するとディスク2が自動的に排出される。以降、必要に応じてディスク1のみアクセスされる。
- メインメモリを2MB以上実装している場合、起動時に全データがロードされ両ディスクが排出され、オンメモリで動作する。

### ゲーム画面
ゲーム中の画面は通常コックピット視点。
奥に宇宙空間、手前にキャノピーと以下の計器類が描かれる、
- スコープ : レーザー・キャノンの照準
- レーダー : 自機を中心とした敵/味方機の相対位置を光点で示す
- ノルマ : ステージクリアまでの敵破壊ノルマを数値で示す
- シールド : 防御シールドの残量をゲージで示す
- タイム : 全ステージクリアまでの制限時間（約13分）をヤヴィン第4衛星（反乱同盟軍基地）に近づくデス・スターの位置で示す
- ターゲットコンピュータ : 排熱孔までの距離を数値で示す（ステージ3のみ）

### ゲームオーバー
以下のいずれかでゲームオーバー。
- 撃墜 : シールドが切れた状態で被弾・激突すると自機が爆発する。
- 魚雷投下失敗 : ステージ3排熱孔への魚雷投下に失敗すると、脱出した自機・味方とともにヤヴィン第4衛星がデス・スターに破壊される。
- タイムアップ : 制限時間内に全ステージクリアしないと、ヤヴィン第4衛星がデス・スターに破壊される。

### 操作方法
キーボードまたはアタリ規格ジョイスティックで操作する。PC-9801版ではキーボード操作のみ対応。
- 8,2,4,6キー/ジョイスティック上下左右 : 旋回 （後述CONTROL「REVERSE」の場合、上下旋回方向が反転）
- XF1キー/ジョイスティックBボタン : 加速
- XF2キー/ジョイスティックAボタン : レーザー・キャノン（自動連射）/プロトン魚雷発射
- XF3キー : レーザー・キャノン/プロトン魚雷切り替え （後述SWITCH「MANUAL」時のみ）
- XF4キー : ターゲットコンピュータON/OFF （SWITCH「MANUAL」時のみ）
- F1～F8,Homeキー : 視点切り替え
- カーソル,RollUp,RollDownキー : 視界方向切り替え （コックピット視点時のみ。後方には同乗のR2-D2が見える）
- 記号入力キー : レーダー上味方機表示ON/OFF
- 登録キー : AUTO VIEW/MANUAL VIEW切り替え （トレース時のみ）
- Ctrlキー : 早送り （トレース時のみ）
- Helpキー : ディスプレイ水平表示周波数切り替え（31 kHz/15 kHz）
- Escキー : ポーズ
- Tabキー : コマ送り （ポーズ時のみ）
- Shift+Breakキー : タイトル画面に戻る
- Capsキー : 残像モード切り替え

### モード
タイトル画面から以下のモードを選ぶことができる。
- START
  - ゲームを開始する。
- TRAINING[注 3]
  - ステージ1のシミュレーションを通じて基本的な操作方法・レーダーの見方を学ぶことができる。「LEVEL 1」～「LEVEL 8」まで、段階に応じて敵機の動きが高度になり、捕捉が難しくなる。「LEVEL 8」はHARDゲームとほぼ同様の速度・アルゴリズムとなる。ただし、攻撃はしてこない。
- CONFIGURATION
  - 以下の各種ゲーム設定を行うことができる。
    - LEVEL : ゲームの難易度を「EASY」「NORMAL」「HARD」のいずれかから選択する。それぞれ敵の速度や障害物の数が異なる。デフォルトは「HARD」。
    - CONTROL : 操作に対する自機の上下旋回方向を「NORMAL」「REVERSE」から選択する。「REVERSE」では上下の入力に対して逆方向に旋回する（操縦桿動作）。デフォルトは「REVERSE」。
    - SWITCH : ステージ3の魚雷投下操作を「AUTO」「MANUAL」から選択する。「MANUAL」では、ターゲットコンピュータの表示、レーザー/魚雷の発射を手動で切り替えなければならない。デフォルトは「AUTO」。
- APPENDIX
  - トレースプレイほか以下の各種付加機能。
    - TRACE PLAY : 最新のプレイ、または直前にロードしたプレイを再生する。
    - TRACE SAVE : トレースプレイを最高5つまでセーブする。
    - TRACE LOAD : セーブされたトレースプレイをロードする。
    - RECORD : ハイスコアをセーブする。
    - MUSIC : BGM・FM音源SEを試聴する（BGM9種・SE24種）。
    - VOICE : ADPCM SEを試聴する（SE31種・ボイス92種）。[注 3]
    - INTRODUCTION : ゲーム/デモに登場する3Dオブジェクトモデルを表示する（X-WING・Y-WING・FALCON・BLOCKADE RUNNER・ESCAPE POD・T.I.E FIGHTER・VADER'S T.I.E・STAR DESTROYER・TOWER 1・TOWER 2・TOWER 3・TOWER 4・TOWER 5・GUN 1・GUN 2）。

## 技術・演出

### ビジュアル
- 256×256ドット、アスペクト比4:3。描画負荷を抑えるため低解像度を採用しており[注 4]、その副作用として、ワイヤーフレーム（および点）表示の割に明るく高密度な印象となっている。
- 3Dオブジェクト（ワイヤーフレーム）にグラフィック画面、コックピットにテキスト画面[注 5]、計器類にBG・スプライトを使用し、ハードウェアによって重ね合わせ表示されている。
- 初代X68000でも十分な速度で動作するが、高速な機種では単位時間あたりの描画フレーム数が増え、動きがより滑らかになる。
- ワイヤーフレーム表示は負荷の高い陰線消去を行わないためオブジェクトの向こうが透けて見える。コックピットは透けないが、これはテキスト画面に描画されたコックピット画像（ワイヤーフレーム風に描かれている）の内側が塗りつぶされているため。[注 6]
- オブジェクトは単色で、種類別に色分けされているため視認性は良い。レーザー光線や爆風は複数の色で明滅する。
- オブジェクトはあえて線を省略することで曲面を表現するなど、ワイヤーフレームならではの省略を施された軽量設計となっている。
- オブジェクトは『DoGA CGA system』によってモデリングされた。[1]
- 往年のベクタースキャンゲームのように、メニューフォントやタイトルロゴもワイヤーフレームで描かれており、メニュー操作に応じてダイナミックな動きを見せる。ゲームスタート演出も、タイトル画面からデス・スター正面へとスムーズにワープする。
- ビルボードや固定視点に特化した表現も取り入れられている。遠景のデス・スター、爆風、R2-D2の輪郭など。
- オープニングでは、映画本編劇中のデス・スター攻略のワイヤフレームCGによるシミュレーションが再現されている。

### サウンド
- 内蔵FM音源 1～5ch BGM,6ch BGM/SE,7～8ch SE、内蔵ADPCM 1ch SE（爆発/台詞）[注 7]。
- SEは映画のサウンドトラックからサンプリングされたため、ボイスは映画出演俳優のものである。それらのPCMデータには、映画のBGMがかすかに混ざっている。
- SEは自機と対象との位置関係によりパン／ボリュームが調節され、立体感・遠近感を演出している。内蔵ADPCMは音量調整機能を持たないため、ひとつのSEにつき音量のみ異なる複数のデータが用意されている。
- 「機器が高価だから」[2][注 8]「処理速度が落ちるから」[3] として当時流行のMIDI音源対応を見合わせた。BGMはミニマルにシンセアレンジされている。
- BGM制作は古代祐三が手がけた。
- 後にユーザー有志によるパッチによって非公式にMIDI対応が実現した。

## 販売・流通

### パッケージ
- パッケージはおおよそ縦22.5 cm・横16.5 cm・奥行3cmのブック型、表紙相当部分はエンボス地の透明ビニール張りで、本体との間にゲームタイトルを印刷した紙製シートが挿入されている。本体は濃紺のプラスチック製で、マチ部分は横縞状の凸凹になっている（ビクター音楽産業製品共通）。
- 表紙は黒地（宇宙空間）を基調とし、タイトルロゴは中抜きの白色で、奥に第2デス・スター、レーザーを撃ちながら迫ってくるXウイングとTIEファイターの群れ、ファルコン号の写真を背景にしている。反対側にはクリーム色で3D技術の駆使を強調した惹句が記されている。背（陳列時に見える部分）にのみ片仮名タイトルを表記。画面写真はない。
- 表・裏・背に「M.N.M Software」と記されている一方、「ビクター音楽産業株式会社」の記名は裏面のみで、他の同社販売ソフトには前面に付くVICTORロゴ（ニッパー）もない。
- 内容は5.25インチ2HDフロッピーディスク2枚（ゲーム本体）、マニュアル1冊、ユーザー登録葉書（『ビクター アンケートカード』）1枚、ディスク保護用スポンジ1枚。
- マニュアルは中綴じ全10ページ。白の上質紙に紺の印刷。裏表紙にスタッフクレジットが記されている。
- フロッピーディスクは黒色。ラベルは長方形で青地に白いタイトルロゴ。ジャケットに切り欠きがあるが、ライトプロテクトシールは貼られていない。エンベロープはやや緑掛かった水色で、「CROSS MEDIA SOFT」と記されている（ビクター音楽産業製品共通）。
- JANコード「4988002234097」、品番「X-5046～47」、日本製。小売店でのパッケージ販売、ビクター音楽産業による通信販売。

### 広告
- 発売前々月ほどからパソコン雑誌に広告が掲載された。
- 広告は1ページで、中央に大きくタイトルロゴが配置されている。パッケージと同じ写真を使ったもの[4] のほか、黒（宇宙）～青グラデーション地のシンプルなもの[5] もあった。
- 「11月22日発売予定」だったが、実際には同年12月17日に発売された。前者は金曜、後者は火曜。
- 広告開始前に『3D 2（仮称）』として開発が発表されていた。画面写真にはXウイングやTIEファイターも写っていたが、「有名SF映画」題材との表現にとどまる。[6]

### 体験版
- パソコン雑誌の付録に『スターウォーズ・体験版』として本作の体験版が添付されたことがあった。付録フロッピーディスクに圧縮ファイルが含まれており、これを空ディスクに展開して使用する。[7]
- ステージ1のみ遊ぶことができ、クリアするとデス・スター突入シーンで画面がフェードアウト、「定価 7200円 近日発売予定」と表示されタイトルに戻る。
- BGM・ボイス、オープニングデモ、スコア保存機能などがカットされている。

### コピーライト
- 「© ® and ™ 1991 Lucasfilm LTD. ALL RIGHTS RESERVED. USED UNDER AUTHORIZATION. STAR WARS and all other elements of the game fantasy are either registered trademarks or trademarks of Lucasfilm Ltd. Lucasfilm Games is a trademark of LucasArts Entertainment Company. ©1991 LucasArts Entertainment Company. All rights reserved. ©1991 M.N.M Software」

## その他

### 逸話・裏話
- オープニングとトレンチのシーン（ステージ3）は映画のタイムテーブルに基づいており、尺とシークエンスが一致する。
- 同規模のパソコン用アクション系ゲームとしては当時異例の、約2年間を開発に費やした。[2]
- 権利問題は後回しにしており、完成後に米ルーカスフィルムへ交渉に出向いた。困難が予想されたが、シャープがX68000を贈ったことも交渉を助け[2]、品質を認めたルーカスフィルムは発売を許可。本作に感心しX68000を購入したスタッフもいた。
- BGM制作は「古代祐三の本気モード」だった。前年に業界を驚かせた『アクトレイザー』（SFC）もまだ全力ではなかったという。[8]
- 古代自身はMIDI音源対応を提案しており、ユーザーがMIDI機器を導入する金銭的な負担やゲーム処理の高速化などの理由によりMIDI対応が見送られた後も、説得のため密かにSC-55版オープニングBGMを制作していた。しかし機器の性能が足りず、結局諦めざるを得なかった。[3][注 9]
- 本作のプログラマー桑原利行は、後にスーパー32X用3Dシューティングゲーム『ステラアサルト』を手がけた。同作にもトレース機能が搭載されている。

### 受賞・評価
- 1991年度 Oh!X GAME OF THE YEAR “Oh!Xゲーム大賞” 2位、“プログラミング技術賞” 1位[9]
- 1991年度 我々が選ぶベストゲーム “丹明彦”選 1位、“中野修一”選 2位、“八重垣那智”選 3位[10]
- 1992年度 Oh!X GAME OF THE YEAR “Oh!Xゲーム大賞” 4位, “音楽賞” 5位[11]
- スタッフによる「勝手に」BEST “影山裕明”選 2位[12]
- ほぼ同時期の年末商戦にコナミ『出たな!!ツインビー』・ズーム『ジェノサイド2』など人気メーカー作品が発売され売り上げを競ったが、本作が僅差で制した。翌年のコナミ『グラディウスII』登場までトップの座を守り、その後の売り上げも順調であった。[13][14]
- 技術力や臨場感が絶賛されたほか、スタッフの情熱・価格・映画への思い入れも好評価につながっている。[15]

### ユーザー動向
- ユーザーは美しいトレースデータの作成に熱中し、より攻撃の派手なHARDを好んでプレイするようになった。
- プレイ最適化の努力はベストタイム競争へとつながっていった。
- 草の根でいくつかの改造パッチが制作・配布され、MIDI音源対応、HDインストール、トレースデータ管理、マップ表示、サイバースティック対応、字幕表示等の機能が非公式に追加された。

### 背景
- 映画を題材としたX68000用ゲームは本作が最初である。[注 10]
- 映画『スター・ウォーズ』は当時すでに消費され尽くした古典コンテンツであり、題材となったことにキッチュさを伴う意外性があった。[注 11]
- ルーカスフィルムは映画の枠を出た「総合エンタテインメントコングロマリット」を目指し、他企業と積極的に提携していた。[8]
- 淡白なワイヤーフレーム画面は当時としてもレトロ感があり、題材と相まって1983年のアタリ版『STAR WARS』を彷彿させた。タイトルまで一貫してワイヤーフレームで出来ていたため、雑誌で紹介されたゲームの印象は非常に地味であった（記事はそのことを指摘しつつも好意的なものであった）。[2][16][17]
- 当時は14/15インチCRTディスプレイが一般的であった。高輝度・高コントラスト、多少のドット滲み、ツヤと丸みのある小さな画面にはワイヤーフレームが映えた。なお本作は水平表示周波数が切り替え可能で、好みにより表示の質感を変えることができる。
- 当時は2Dゲームが主流で、ユーザーは本格3Dゲームの経験に乏しかった。特にX68000はスプライトによる2D表現を得意とし、ユーザーもアーケードゲーム移植作を求める傾向が強かった。3Dゲームとしてはフライトシムが数作存在するほか、過去には『スタークルーザー』が人気を博し、雑誌付録ゲーム『SION』[18] も記憶に新しかったが、今日にも通じるゲームデザインを備えた本作のプレイ感覚は新鮮であった。
- アーケードではセガやタイトーのほか、1988年に『ウィニングラン』を発表して以来特にナムコが意欲的に3Dゲームを開発しており、本作と同年には『スターブレード』が稼動している。が、主流は依然2Dゲームであり、カプコン『ストリートファイターII』がリリースされたのもこの年である。コンシューマでは、1993年にようやく任天堂『スターフォックス』（SFC）が登場する。
- インターネットを利用できなかった当時、情報交換やパッチプログラム頒布の場は『ニフティサーブ』をはじめとするパソコン通信やディスクマガジン『電脳倶楽部』であった。[19]